# Claudia Octavia
Claudia Octavia (slutningen af år 39 eller begyndelsen af år 40 e.Kr. – 9. juni, 62 e.Kr.) var en romersk kejserinde. Hun var datter af kejser Claudius og Valeria Messalina. Efter sin mors død og fars nye ægteskab med hans kusine Agrippina den Yngre, blev hun stedsøster til den senere kejser Nero. Hun blev også hans hustru, et ægteskab arrangeret af Agrippina.
Octavia var populær hos det romerske folk, men hun og Nero hadede deres ægteskab. Da hans elskerinde, Poppaea Sabina, blev gravid, lod Nero sig skille og forviste Octavia. Da dette førte til et offentligt ramaskrig, fik han hende henrettet.

## Liv

### Familie
Octavia var den ældste af de to børn født i ægteskabet mellem Claudius og hans tredje hustru, Valeria Messalina. Hendes yngre bror var Britannicus. Hun havde ældre halvsøskende gennem sin fars tidligere ægteskaber. Hendes ældre halvsøster var Claudia Antonia, Claudius' datter gennem sit andet ægteskab med Aelia Paetina. Hun havde også en halvbror, Claudius Drusus, gennem Claudius' første ægteskab med Plautia Urgulanilla, dog var Drusus død før hun blev født.
Hun var opkaldt efter sin oldemor Octavia den Yngre, søster til kejser Augustus.

### Tidlige liv
Hun blev født i Rom omkring år 39 eller 40 år e.Kr. under sin fætter Caligulas regeringstid. I januar 41 blev Caligula myrdet, og hendes far blev erklæret kejser. Kort efter Claudius' overtagelse af tronen blev hendes bror Britannicus født den 12. februar. Samme år forlovede Claudius hende med Lucius Junius Silanus Torquatus, en efterkommer af Augustus.
I år 48 var Messalina indledt en affære med senatoren Gaius Silius, og de to holdt en bryllupsfest, mens Claudius var væk i Ostia. Claudius blev informeret af en af sine rådgivere, den frigivne slave Narcissus, og skyndte sig tilbage til Rom, af frygt for, at brylluppet var en del af et forsøg på at vælte ham og gøre Silius til kejser. Octavia og Britannicus blev sendt ud for at møde Claudius i et forsøg på at dæmpe hans vrede. Messalinas bestræbelser på at forsone sig med Claudius var forgæves, og hun blev henrettet af prætorianergarden efter en ordre, som Narcissus havde fremvist, som værende fra Claudius.

### Claudius' nye ægteskab og Neros som arving
Politiske bekymringer, herunder behovet for at modstå yderligere udfordringer til hans styre, var baggrund for at Claudius valgte at gifte sig igen. Adskillige kandidater blev foreslået af hans rådgivere. De omfattede hans tidligere hustru Aelia Paetina og Lollia Paulina, en velhavende adelskvinde, som kortvarigt havde været gift med Caligula. I år 49 ægtede Claudius i stedet Agrippina den Yngre, datter af den populære general Germanicus og også en efterkommer af Augustus. Germanicus var Claudius' storebror, hvilket gjorde Agrippina til Claudius' niece og Octavias kusine. Loven, der forbød et sådant ægteskab, blev ændret for at det kunne muliggøres.
Agrippina havde en søn, Lucius Domitius Ahenobarbus fra hendes første ægteskab med Gnaeus Domitius Ahenobarbus . I år 50 adopterede Claudius Lucius, som skiftede navn til Nero Claudius Caesar Drusus Germanicus.
Agrippina spillede en aktiv politisk rolle gennem sin indflydelse på Claudius. Hun lod Octavias forlovede Silanus offentligt anklage for incest med hans søster. Han blev derved tvunget til at træde tilbage fra sin stilling som prætor og begå selvmord. Sveton beretter, at selvmordet fandt sted samme dag som Claudius og Agrippinas indgik ægteskab. Hun fik derefter Octavia forlovet med Nero, som desuden blev gjort til Claudius' arving. Octavia og Nero blev gift i år 53. For at løse problemet med, at de nu på papiret var bror og søster, blev Octavia inden da adopteret ind i en anden patricierfamilie.

### Liv som kejserinde
Den 13. oktober 54 blev Claudius syg og døde uventet. Det bekvemme tidspunkt for hans død, Britannicus nærmede sig hastigt voksenalderen og kunne fortrænge Nero som arving, fik eftertidens kilder til at anklage Agrippina for at have myrdet ham, muligvis med forgiftede svampe.  Selvom moderne historikere anser hans død for mistænkelig og Agrippina muligvis skyldig, bemærker de også, at Claudius var i sine tressere og aldrig havde det bedste helbred. Samme dag blev Nero hyldet af prætorianergarden som kejser, og senatet accepterede det og overgav ham formelt magten. Octavia var nu gift med Romerrigets kejser. Efter at være blevet kejser, begyndte Neros forhold til sin mor at forværres i deres kamp om magten.
Det næste år døde også Britannicus under en banket, hvor Octavia, Nero og Agrippina alle var til stede. Octavia og Agrippina var chokerede over Britannicus' pludselige sygdom, som Nero tilskrev epilepsi. Britannicus havde som søn af Claudius været en potentiel rival for magten i imperiet, en rival som Agrippina havde forsøgt at bruge som et redskab i magtkampen mod sin søn. Neros rivals mistænkelige død har ført til den udbredte mening, at Nero havde fået Britannicus forgiftet. Datidens krønikeskrivere inklusive Tacitus, Sveton, Cassius Dio, og Josefus anklager alle Nero for mordet på sin stedbror. Tacitus beretter, at Octavia på dette tidspunkt "havde lært at skjule sine sorger, sin hengivenhed, alle sine følelser".
Octavia og Agrippina fik et tættere forhold efter Britannicus' død. Nero begyndte at have affærer, først med Claudia Acte, en frigjort kvinde, og derefter med Poppaea Sabina, hustru til hans ven Marcus Salvius Otho. Neros utroskab og hans åbne ønske om at ægte en af sine elskerinder føjede endnu en konflikt til den igangværende magtkamp mellem Nero og Agrippina. Denne fik sin ende i marts 59, da Nero, muligvis på Poppaeas opfordring, fik sin mord myrdet med hjælp fra Anicetus, en tidligere lærer for Nero, som var blevet admiral.
Octavia var vellidt af den romerske befolkning, men hendes ægteskab med Nero var kærlighedsløst og ulykkeligt. Selvom Tacitus beskriver Octavia som "en adelskvinde med bevist dyd" og med en "beskeden adfærd", havde Nero ingen interesse i hende og hadede deres ægteskab og foretrak at have affærer med Acte og Poppaea. Da der ved hoffet blev rejst spørgsmål om hvordan han behandlede hende, svarede han, at hun skulle være tilfreds med kun at være hans hustru på papiret. Ifølge Sveton forsøgte han at kvæle hende ved flere lejligheder.  
I 62 havde Nero ikke længere de vigtigste rådgivere i sin tidlige regeringstid, da prætorianerpræfekten Sextus Afranius Burrus døde, og Seneca den Yngre trak sig tilbage. Dette førte til et skift i Neros adfærd, som historikeren Barry Strauss kalder "et vendepunkt i styret", hvor han i stigende grad forviste eller henrettede dem, han betragtede som sine fjender. Burrus havde tidligere frarådet Nero at lade sig skilles fra Octavia. Han forklarede at Neros ægteskab med hende var kilden til hans legitimitet som kejser, og fortalte Nero, at han ville være nødt til at "give hende hendes medgift tilbage". Samme år som Burrus' død blev Poppaea gravid med Neros barn.

### Skilsmisse, forvisning og død
Nero lod sig skille fra Octavia og hævdede, at mangel på en arving til ham skyldtes at hun var steril. Som en del af skilsmissen gav han hende ejendomme, der tidligere havde tilhørt Burrus og Rubellius Plautus, en anden julisk-claudisk slægtning, som han for nyligt havde lade dræbe. Nero giftede sig med Poppaea kort efter, i Svetons beretning, tolv dage efter skilsmissen.
I et forsøg på at skade Octavias omdømme og dermed hendes popularitet, anklagede Nero og Poppaea hende også for utroskab med Eucaerus, en fløjtespiller fra Alexandria . En af de nye prætoranerpræfekter, Ofonius Tigellinus, udspurgte Octavias tjenestepiger under tortur for at få denne anklage bekræftet, men stort set uden held. Ikke desto mindre blev Octavia forvist til Campania.
Befolkningen i Rom reagerede på Octavias forvisning med omfattende offentlige protester, som historikeren Vasily Rudich beskrev som "den mest udtalte masseforstyrrelse [i byen Rom] under Nero indtil selve det øjeblik, hvor han blev væltet". Protesterne var i høj grad rettet mod Poppaea. Nero blev endda tiljublet, da rygter spredtes om, at han havde ombestemt sig. Statuer af Octavia blev båret gennem gaderne, mens dem af Poppaea blev revet ned eller beskadiget.
Nero var usikker på, hvordan han skulle reagere. Poppaea argumenterede for en hårdere behandling af Octavia og hævdede, at demonstranterne simpelthen var Octavias klienter og tjenere og ikke i virkeligheden repræsenterede, hvad den romerske befolkning mente. Hun fandt også, at enhver mand som Octavia ville kunne ægte, kunne være en trussel mod hans magt. Nero bad Anicetus, hans medsammensvorne i mordet på Agrippina, om at tilstå utroskab ved at tilbyde ham alle muligheder for belønninger og et behageligt liv i eksil eller død. Anicetus gav Nero den falske tilståelse, han ønskede, og blev forvist til Sardinien, hvor han til sidst døde af naturlige årsager.  Nero anklagede også Octavia for at dække over dette utroskab med en abort, selvom hans oprindelige grundlag for skilsmisse var påstanden om, at hun ikke var i stand til at blive gravid.
Octavia blev forvist til den lille ø Pandateria (nu Ventotene), hvortil Julia den Ældre, Agrippina den Ældre og Julia Livilla alle tidligere var blevet forvist. Få dage efter hendes ankomst ankom soldater med ordren om at henrette hende. Hendes bønfald til sine bødler var forgæves, og hun blev fastbundet. Hendes årer blev skåret over i et forsøg på at simulere selvmord, men da det tog længere tid end forventet, blev hun bragt ind i et rum fyldt med varm damp for at blive kvalt. Hun døde den 9. juni 62 i en alder af 22 år. Hendes hoved blev skåret af og bragt tilbage til Poppaea.

I kølvandet på den mislykkedes pisoniske sammensværgelse i år 65, nævnte prætorianeren Subrius Flavus Neros mord på Octavia som en af årsagerne til hans deltagelse, da han blev afhørt af Nero.
Poppaea forblev Neros hustru indtil hendes død i 65, et dødsfald, der normalt tilskrives Nero, der sparkede hende, mens hun var gravid. Nero endte med at dræbe sig selv, efter at hærene gik i oprør mod ham, og han døde den 9. juni 68, præcis seks år efter Octavia.

## I skønlitteraturen
Hendes skilsmisse fra Nero er omdrejningspunkt for skuespillet Octavia, det eneste eksempel på romersk drama baseret på romersk historie, der har overlevet i sin helhed. Det blev skrevet af en ukendt forfatter efter Neros død, muligvis under Det flaviske dynastis styre, og kan have været den første skriftlige anklage for, at Nero var ansvarlig forRoms brand.
Fra det 17. århundrede og frem kom der flere og flere operaer og andre dramatiske værker baseret på Neros liv. Octavia havde sandsynligvis en indflydelse på nogle af disse værker, selvom det er uklart i hvilket omfang. Octavia optræder i værker, herunder Händels bortkomne opera Nero, Claudio Monteverdis opera L'incoronazione di Poppea (1642/1643), Reinhard Keizers opera Octavia (1705), Vittorio Alfieris tragedie Ottavia (1783), og Johann Caspar Aiblingers ballet La morte di Nerone (1815/1816).  Nogle værker tog betydelige kreative friheder med de historiske begivenheder, såsom Giovanni Battista Bassanis Agrippina in Baia (1687), som indeholder en lykkelig slutning, hvor alle karaktererne overlever og med succes forenes med hinanden.
Octavia er også genstand for den tyske roman Die Römische Octavia (1677-1707) af Anton Ulrich af Brunswick-Wolfenbüttel, og en karakter i Robert Graves' roman Claudius og Messalina (fortsættelsen til Jeg, Claudius ) og tv-serien Jeg, Claudius. Hun er hovedpersonen i den historiske biografiske roman Octavia: A Tale of Ancient Rome af Seymour van Santvoord (1923).

## Eksterne links
- Claudia Octavia på roman-emperors.org
- Octavia, Neros hustru: Senecas tragedie – romerske kejserinde Octavias ægteskab, eksil og død på den romerske scene (Webside ikke længere tilgængelig)